# The OA
The OA è una serie televisiva drammatica di mistero statunitense Netflix con elementi di fantascienza, soprannaturali e fantastici, che ha debuttato su Netflix il 16 dicembre 2016. Creata e prodotta da Brit Marling e Zal Batmanglij, la serie è la loro terza collaborazione. Gli episodi sono diretti da Batmanglij e la serie è prodotta da Plan B Entertainment e Anonymous Content.

## Trama
La serie è incentrata su Prairie Johnson, una giovane donna adottata che riemerge dopo essere scomparsa per sette anni. Al suo ritorno, Johnson si definisce il PA (in originale "The OA"), mostra cicatrici sulla schiena e può vedere nonostante fosse cieca fino alla scomparsa. PA si rifiuta di dire all'FBI e ai suoi genitori adottivi dove è stata e come le sia tornata la vista. Raduna invece una squadra di cinque persone locali, quattro ragazzi delle scuole superiori e una loro professoressa, a cui rivela queste informazioni, spiegando anche la storia della sua vita. Infine chiede il loro aiuto per salvare altre persone scomparse che sostiene di poter salvare aprendo un portale verso un'altra dimensione.

## Episodi
| Stagione         | Episodi | Pubblicazione USA | Pubblicazione Italia |
| ---------------- | ------- | ----------------- | -------------------- |
| Prima stagione   | 8       | 2016              | 2016                 |
| Seconda stagione | 8       | 2019              | 2019                 |

## Personaggi e interpreti
I seguenti attori compaiono nello show:

### Personaggi principali
- Prairie Johnson / OA / Nina Azarova / Brit (stagioni 1-2), interpretata da Brit Marling, doppiata da Veronica Puccio.
La protagonista della serie è una ragazza cieca scomparsa da sette anni, che riacquista misteriosamente la vista.[8]
- Homer Roberts[9] (stagioni 1-2), interpretato da Emory Cohen[10], doppiato da Stefano Broccoletti.
 Un ragazzo tenuto prigioniero da Hap.
- Abel Johnson (stagione 1, guest star stagione 2), interpretato da Scott Wilson[11], doppiato da Dario Penne.
Il padre adottivo di Prairie.
- Elizabeth "Betty" Broderick-Allen [12](stagioni 1-2), interpretata da Phyllis Smith[10], doppiata da Stefanella Marrama.
Una professoressa della High School di Groton (Connecticut).
- Nancy Johnson (stagione 1, guest star stagione 2), interpretata da Alice Krige[10], doppiata da Alessandra Korompay.
La madre adottiva di Prairie.
- Steve Winchell / Patrick Gibson[13](stagioni 1-2), interpretato da Patrick Gibson[10], doppiato da Emanuele Ruzza.
Uno studente alla High School di Groton. Steve è il tipico ragazzo aggressivo e superficiale, bullo della scuola.
- Jesse (stagioni 1-2), interpretato da Brendan Meyer[10], doppiato da Jacopo Bonanni.
Uno studente alla High School di Groton, rimasto orfano che fuma spesso erba.
- Alfonso "French" Sosa (stagioni 1-2), interpretato da Brandon Perea[14], doppiato da Flavio Aquilone.
Uno studente alla High School di Groton, vincitore di una borsa di studio.
- Buck Vu[15] (stagioni 1-2), interpretato da Ian Alexander[10], doppiato da Barbara Pitotti.
Un ragazzo transgender, studente alla High School di Groton.
- Hunter Aloysius "Hap" Percy / Jason Isaacs[16] (stagioni 1-2), interpretato da Jason Isaacs[10], doppiato da Stefano Benassi.
Lo scienziato che si occupa dello studio delle cosiddette esperienze pre-morte.
- Scott Brown (stagione 2, ricorrente stagione 1), interpretato da Will Brill, doppiato da Stefano Brusa.
- Rachel DeGrasso (stagione 2, ricorrente stagione 1), interpretata da Sharon Van Etten, doppiata da Ilaria Latini.
- Renata Duarte (stagione 2, ricorrente stagione 1), interpretata da Paz Vega, doppiata da Rossella Ancidoni.
- Angie (stagione 2, ricorrente stagione 1), interpretata da Chloe Devine, doppiata da Chiara Oliviero.
- Karim Washington (stagione 2), interpretato da Kingsley Ben-Adir, doppiato da Daniele Raffaeli.

### Personaggi ricorrenti
- Khatun, interpretata da Hiam Abbass, doppiata da Tenerezza Fattore.
- Nina Azarova, interpretata da Zoey Todorovsky, doppiata da Chiara Fabiano. Nina da giovane.
- signor Vu, interpretato da Marcus Choi.
- preside Gilchrist, interpretato da Robert Eli.
- Roman Azarov, interpretato da Nikolai Nikolaeff. Il padre di Nina.
- Carlos Sosa, interpretato da Zachary Gemino. Il fratello di Alfonso.
- Elias Rahim, interpretato da Riz Ahmed, doppiato da Massimo Triggiani. Uno psicologo dell'FBI.
- Stan Markham, interpretato da Robert Morgan, doppiato da Oliviero Dinelli.
- Leon Citro, interpretato da Michael Cumpsty, doppiato da Stefano Alessandroni.
- Élodie, interpretata da Irène Jacob.

## Produzione
La serie fu ideata da Brit Marling e Zal Batmanglij, i quali iniziarono a lavorare su questo concept nel dicembre 2012. Trascorsero due anni a lavorare a The OA per conto loro, prima di presentarsi agli studi. Dalle prime fasi dello sviluppo in poi, gli autori scelsero di raccontare la storia ad alta voce e, notando le reazioni degli altri alla storia, la perfezionarono di conseguenza. Trovarono difficile riassumere lo show in una storia scritta, quindi lo svilupparono a livello uditivo; quando i dirigenti lessero la sceneggiatura per la prima volta
, chiesero se la storia "davvero [andasse] da qualche parte". Marling e Batmanglij iniziarono allora a raccontare la storia dall'inizio alla fine, interpretando tutti i personaggi e recitando i grandi momenti per molte ore. Lavorando con Plan B Entertainment di Brad Pitt, connessa alla storia e alle note condivise prima che andassero a reti e studi. Dopo una battaglia di offerte da più reti, la serie fu annunciata per la prima volta il 5 marzo 2015, come ordinato da Netflix, di otto episodi con Plan B e il Anonymous Content. L'annuncio rivelò che Marling sarebbe stata la protagonista e Batmanglij sarebbe stato il regista, ed entrambi sarebbero stati scrittori e produttori esecutivi. Marling e Batmanglij hanno ricoperto ruoli simili nelle due collaborazioni precedenti, Sound of My Voice e The East.
Rostam Batmanglij, fratello di Zal, ha lavorato come compositore della serie e ha anche scritto la theme music. Precedentemente aveva composto anche per Sound of My Voice e The East. Il coreografo Ryan Heffington ha creato The Movements. Heffington lavorò come prima volta con loro su The East, ed è anche un conoscente di entrambi prima di ciò.
L'episodio finale include una dedica a Allison Wilke. Wilke, conosciuta professionalmente anche come A.W. Gryphon, era una produttrice dello show, morta a causa di un cancro al seno un mese prima dell'uscita della serie e tre giorni dopo la fine dello show.
L'8 febbraio 2017 Netflix annunciò di aver rinnovato la serie per una seconda stagione.
Il 5 agosto 2019, Netflix cancella la serie dopo due stagioni.

## Distribuzione
La serie ha debuttato il 16 dicembre 2016 sul servizio di streaming on demand Netflix, in tutti i territori in cui il servizio è disponibile. La seconda stagione della serie, intitolata The OA: parte II, è stata distribuita sempre su Netflix il 22 marzo 2019.